# Glen Ridge (Floride)
Pour les articles homonymes, voir Glen Ridge.
Glen Ridge est une ville américaine située dans le comté de Palm Beach en Floride.

## Démographie
| 1950 | 1960 | 1970 | 1980 | 1990 | 2000 |
| ---- | ---- | ---- | ---- | ---- | ---- |
| 126  | 226  | 216  | 235  | 207  | 276  |

| 2010 | - | - | - | - | - |
| ---- | - | - | - | - | - |
| 219  | - | - | - | - | - |

En 2010, sa population est de 219 habitants.

## Source de la traduction
- (en) Cet article est partiellement ou en totalité issu de l’article de Wikipédia en anglais intitulé « Glen Ridge, Florida » (voir la liste des auteurs).